# Роулинг, Джоан
Джоа́н Ро́улинг (англ. Joanne Rowling; род. 31 июля 1965), или Ро́линг, также известная под псевдонимами Дж. К. Роулинг (J. K. Rowling), Джоан Кэ́тлин Роулинг (англ. Joanne Kathleen Rowling) и Ро́берт Гэлбре́йт (англ. Robert Galbraith) — британская писательница, сценаристка и кинопродюсер, наиболее известная как автор серии романов о Гарри Поттере, которые получили несколько наград и были проданы в количестве более 500 миллионов экземпляров; а также стали самой продаваемой серией книг в истории и основой для серии фильмов, ставшей четвёртой по кассовому сбору в истории. Джоан Роулинг сама утверждала сценарии фильмов, а также вошла в состав продюсеров последних двух частей.
Роулинг работала научной сотрудницей и секретарём-переводчиком «Международной амнистии», когда во время поездки на поезде из Манчестера в Лондон в 1990 году у неё появилась идея романа о Гарри Поттере. В следующие семь лет умерла мать Роулинг, сама она развелась с первым мужем и жила в бедности, пока не опубликовала первый роман в серии, «Гарри Поттер и философский камень» (1997). Впоследствии она написала 6 сиквелов и 3 дополнения к этой серии. После этого Роулинг рассталась со своим агентством и начала писать для взрослых читателей, выпустив трагикомедию «Случайная вакансия» (2012) и (под псевдонимом «Роберт Гэлбрейт») криминальные романы: «Зов Кукушки» (2013), «Шелкопряд» (2014), «На службе зла» (2015), «Смертельная белизна» (2018), «Дурная кровь» (2020), «Чернильно-чёрное сердце» (2022), «Бегущая могила» (2023).
За пять лет Роулинг прошла путь от жизни на социальное пособие до статуса мультимиллионера. Это наиболее продающийся автор в Великобритании с объёмом продаж более 238 миллионов фунтов стерлингов. В 2008 году Sunday Times Rich List оценил состояние Роулинг в 560 млн фунтов, поставив её на 12-е место в списке самых богатых женщин Великобритании. Forbes в 2007 году оценил Роулинг как 48-ю по влиятельности знаменитость, а журнал Time в 2007 году дал ей второе место в номинации «Человек года», отметив социальное, моральное и политическое вдохновение, которое она дала своим поклонникам. В октябре 2010 года Роулинг была названа редакторами ведущих журналов «самой влиятельной женщиной в Британии». Она стала заметным филантропом, поддерживая такие организации как «Разрядка смехом», Gingerbread, Multiple Sclerosis Society of Great Britain и Lumos (бывшая Children’s High Level Group).

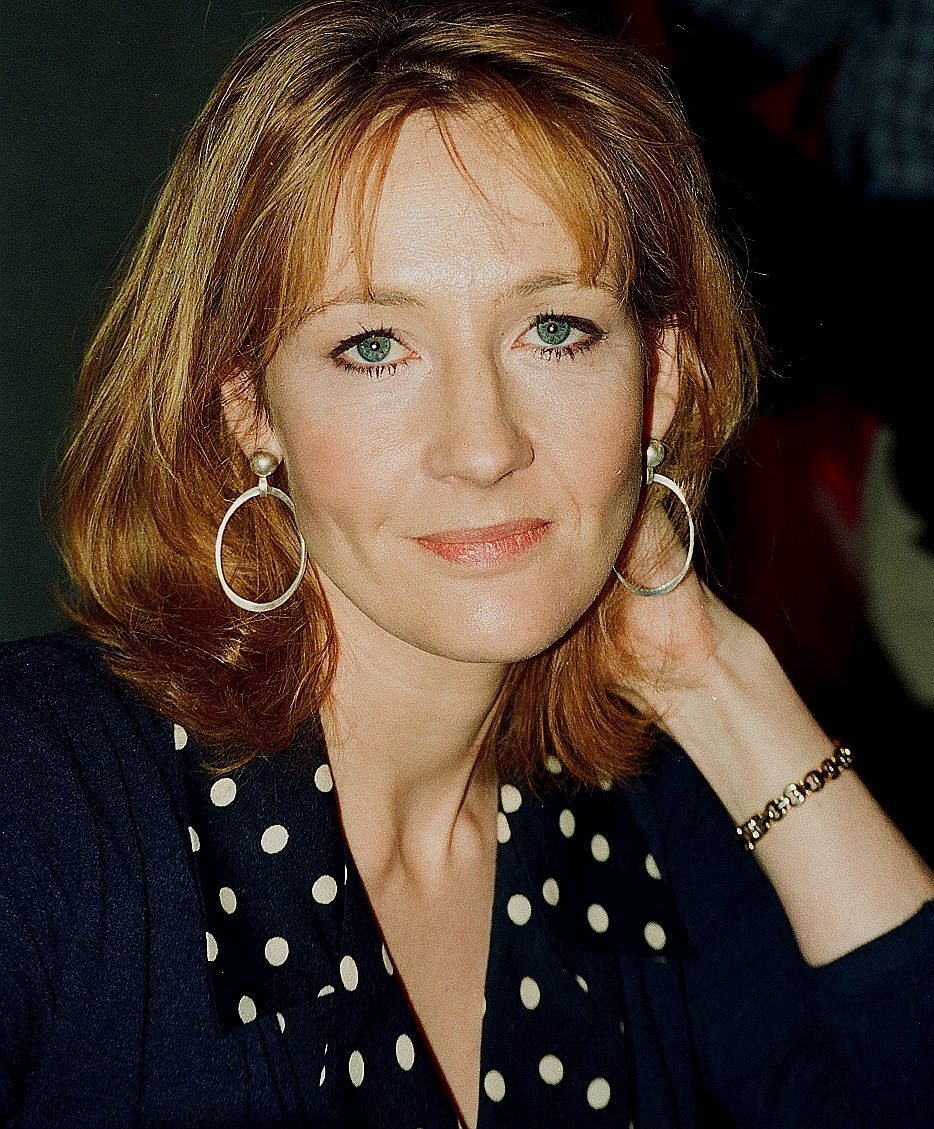
Джоан Роулинг в 1999 году

В декабре 2019 года Джоан Роулинг оказалась на первом месте в списке самых высокооплачиваемых писателей 2019 года по версии американского журнала Forbes. Список был составлен по результатам подсчёта доходов Роулинг от рекордных продаж билетов на спектакль в Бродвейском театре в Нью-Йорке, продаж 2,8 млн копий её книг, прибыли от тематических парков развлечений, посвящённых истории о Гарри Поттере, а также кассовых сборов от последней экранизации её книги. Суммарный доход писательницы составил 92 млн долларов.

## Имя
Хотя книги писательницы публикуются под псевдонимом «Дж. К. Роулинг» (J. K. Rowling), когда была опубликована первая книга о Гарри Поттере, её имя было просто «Джоан Роулинг». Предвидя, что целевая аудитория мальчиков может не захотеть читать книгу, написанную женщиной, её издатели предложили ей использовать два инициала, а не своё полное имя. Поскольку у неё не было среднего имени, для псевдонима она выбрала второй инициал К — по имени бабушки по отцовской линии. Сама она называет себя «Джо» (англ. Jo) и говорит: «Никто никогда не называл меня „Джоан“ в молодости, если только они не сердились на меня». После свадьбы она иногда использовала в личных делах имя Джоан Мюррей (англ. Joanne Murray). В ходе расследования по делу News International она давала свидетельство под именем Джоан Кэтлин Роулинг (англ. Joanne Kathleen Rowling).

## Биография

### Рождение и семья
Роулинг родилась 31 июля 1965 года в семье Питера Джеймса Роулинга, инженера Rolls-Royce, и Энн Роулинг (урождённой Волан) в Йейте в графстве Глостершир (Англия) в 16 километрах к северо-востоку от Бристоля. Её мать Энн была наполовину француженка, наполовину шотландка. Родители Роулинг познакомились в 1964 году на лондонском вокзале Кингс-Кросс в поезде, направлявшемся в Арброт. Они поженились 14 марта 1965 года.
Прадед Джоан — Дугалд Кэмпбелл (дед её матери по материнской линии) — родился в деревне Ламлаш на острове Арран. Луи Волан, другой её прадед — также дед её матери, но по отцовской линии — был награждён Военным крестом за исключительную храбрость при защите деревни Курсель-ле-Конт во время Первой мировой войны.

### Детство и учёба
Сестра Роулинг, Диана, родилась в их доме, когда Джоан было 23 месяца. Когда Джоан исполнилось четыре года, семья переехала в соседнюю деревню Винтербурн. Роулинг училась в начальной школе Св. Михаила, основанной аболиционистом Уильямом Уилберфорсом и реформатором образования Ханной Мор. Высказывались предположения, что директор школы, Альфред Данн, стал прототипом директора школы Гарри Поттера — Альбуса Дамблдора.

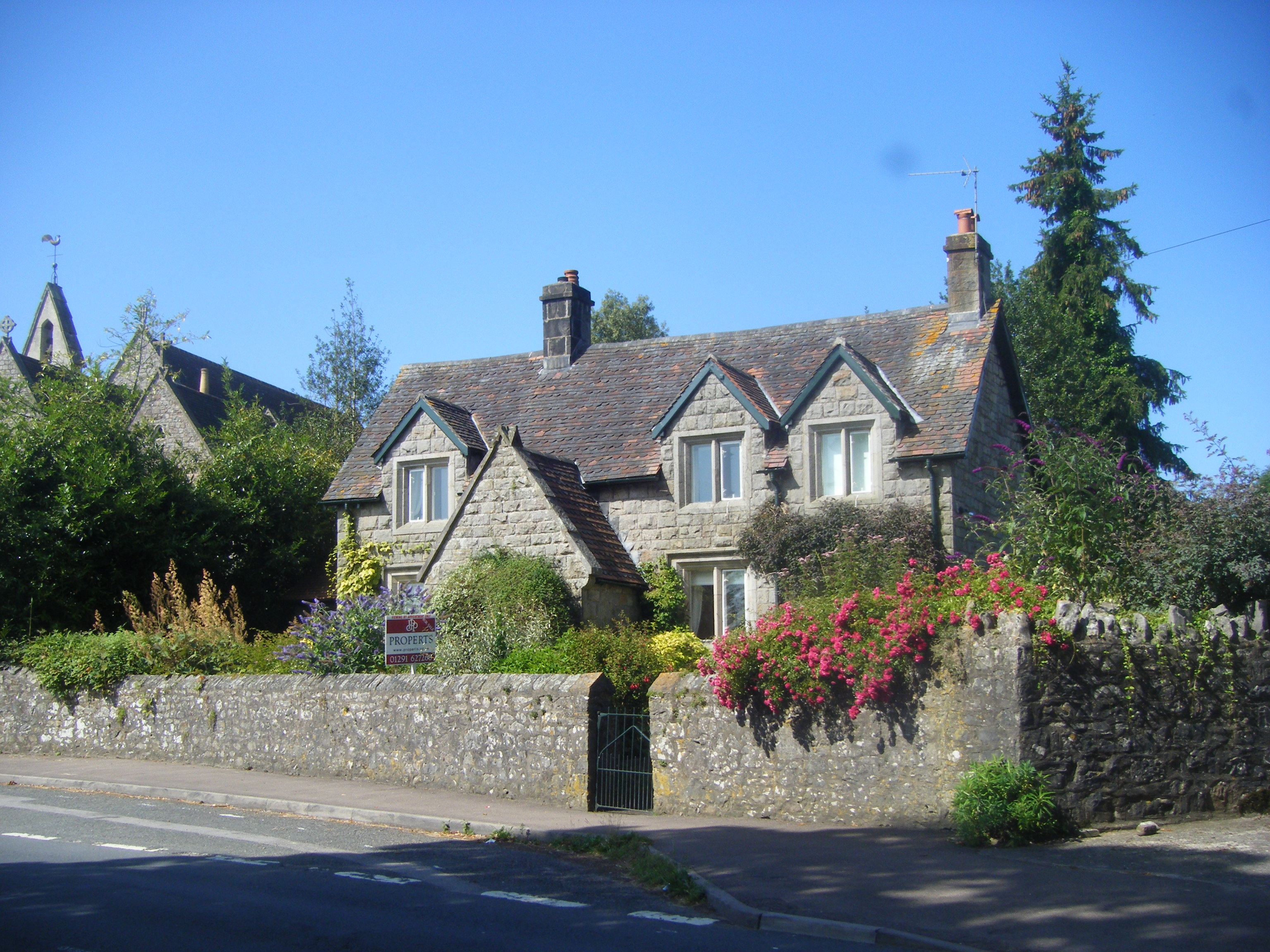
Чёрч-коттедж в деревне Татшилл

Будучи ребёнком, Роулинг часто писала фантастические рассказы, которые она, как правило, читала сестре. Она вспоминала: «До сих пор помню, как я рассказывала ей историю, в которой она упала в кроличью нору, и семья кроликов кормила её клубникой. Абсолютно точно, что первый рассказ, который я записала (когда мне было лет пять или шесть), был о кролике по имени Кролик. Он заболел корью, и к нему пришли его друзья, в том числе гигантская пчела по имени „мисс Пчела“». В девять лет Роулинг переехала в Чёрч-коттедж в деревне Татшилл (Глостершир), недалеко от города Чепстоу (Уэльс). Когда она была подростком, её двоюродная бабушка (о которой Роулинг говорила: «Учила меня классической филологии и привила жажду знаний, даже сомнительного рода») подарила ей очень старое издание автобиографии Джессики Митфорд. Митфорд стала для Роулинг героиней, и она прочитала все её книги.
О своём подростковом возрасте Роулинг в интервью The New Yorker говорила: «Я не была особенно счастлива. Я думаю, что это ужасное время жизни». У неё была трудная домашняя жизнь; её мать была больна, и у Роулинг складывались сложные отношения с отцом (она больше не разговаривает с ним). Роулинг училась в средней школе Вайдин, где её мать работала в отделе науки. Как говорила Роулинг: «Гермиона [персонаж из „Гарри Поттера“ с характером всезнайки] в целом основана на мне. Она карикатура меня одиннадцатилетней, чем я не особенно горжусь». Стив Эдди, который преподавал английский у Роулинг, вспоминал её как «не исключительную», но «одну из группы девочек, которые были яркими и довольно хороши в английском языке». У Шона Харриса, лучшего друга Роулинг в шестом классе (Upper Sixth), был бирюзовый Ford Anglia, который по её словам вдохновил этот автомобиль в её книгах. «Рон Уизли [лучший друг Гарри Поттера] — это не живой портрет Шона, но на самом деле очень похож на него». Касательно своих музыкальных вкусов того времени она говорила: «Моей любимой группой в мире были The Smiths. А когда я проходила панк-фазу, это были The Clash». Роулинг была старостой в школе. Перед поступлением в университет она изучала английский, французский и немецкий, сдав экзамены на две отличные оценки и одну хорошую.
В 1982 году Роулинг не прошла вступительные экзамены в Оксфордский университет и поступила в Эксетерский университет, который окончила со степенью бакалавра по французскому и классической филологии. Мартин Соррелл, бывший тогда профессором французского в университете, вспоминал её как «тихую компетентную студентку в джинсовой куртке и с тёмными волосами, которая, с академической точки зрения, выглядела делающей то, что необходимо». По её же словам, она «не делала никакой работы вообще», а вместо этого «сильно подводила глаза, слушала The Smiths и читала Диккенса и Толкина». После года учёбы в Париже Роулинг окончила Эксетер в 1986 году и переехала в Лондон, начав работать секретарём в исследовательском отделе «Международной амнистии».
По собственному признанию, в 20-летнем возрасте пережила сексуальное насилие.

### Вдохновение и смерть матери
Оставив работу в «Международной амнистии» в Лондоне, Роулинг и её молодой человек решили переехать в Манчестер. В 1990 году она ехала из Манчестера в Лондон в поезде, который задержали на четыре часа, и в её сознание «пришла полностью сформированной» идея романа о мальчике, посещающем школу волшебства. Она говорила в интервью The Boston Globe: «Я действительно не знаю, откуда пришла эта идея. Она началась с Гарри, после чего в мою голову нахлынули все эти персонажи и ситуации».
Роулинг так описывала на своём сайте зарождение концепции Гарри Поттера:
Я возвращалась в Лондон одна в переполненном поезде, и идея о Гарри Поттере просто пришла мне в голову. Я писала почти непрерывно с шестилетнего возраста, но никогда раньше меня так не взволновывала идея. К моему огромному разочарованию, у меня не было пишущей ручки и я была слишком застенчива, чтобы попросить кого-нибудь одолжить… У меня не было рабочей ручки с собой, но я думаю, что, наверное, это было хорошо. Я просто сидела и думала четыре часа (задержки поезда), в то время как все детали пузырились в моём мозгу, и этот тощий черноволосый мальчик в очках, который не знал, что он волшебник, становился для меня всё более и более реальным. Может быть, если бы я замедлила ход мыслей, чтобы зафиксировать их на бумаге, то подавила бы некоторые из них (хотя иногда мне интересно, сколько из того, что я представила себе тогда, я забыла к тому времени, когда оказалась с ручкой). Я начала писать «Философский камень» в тот же вечер, хотя те первые несколько страниц не имеют ничего общего с законченной книгой.

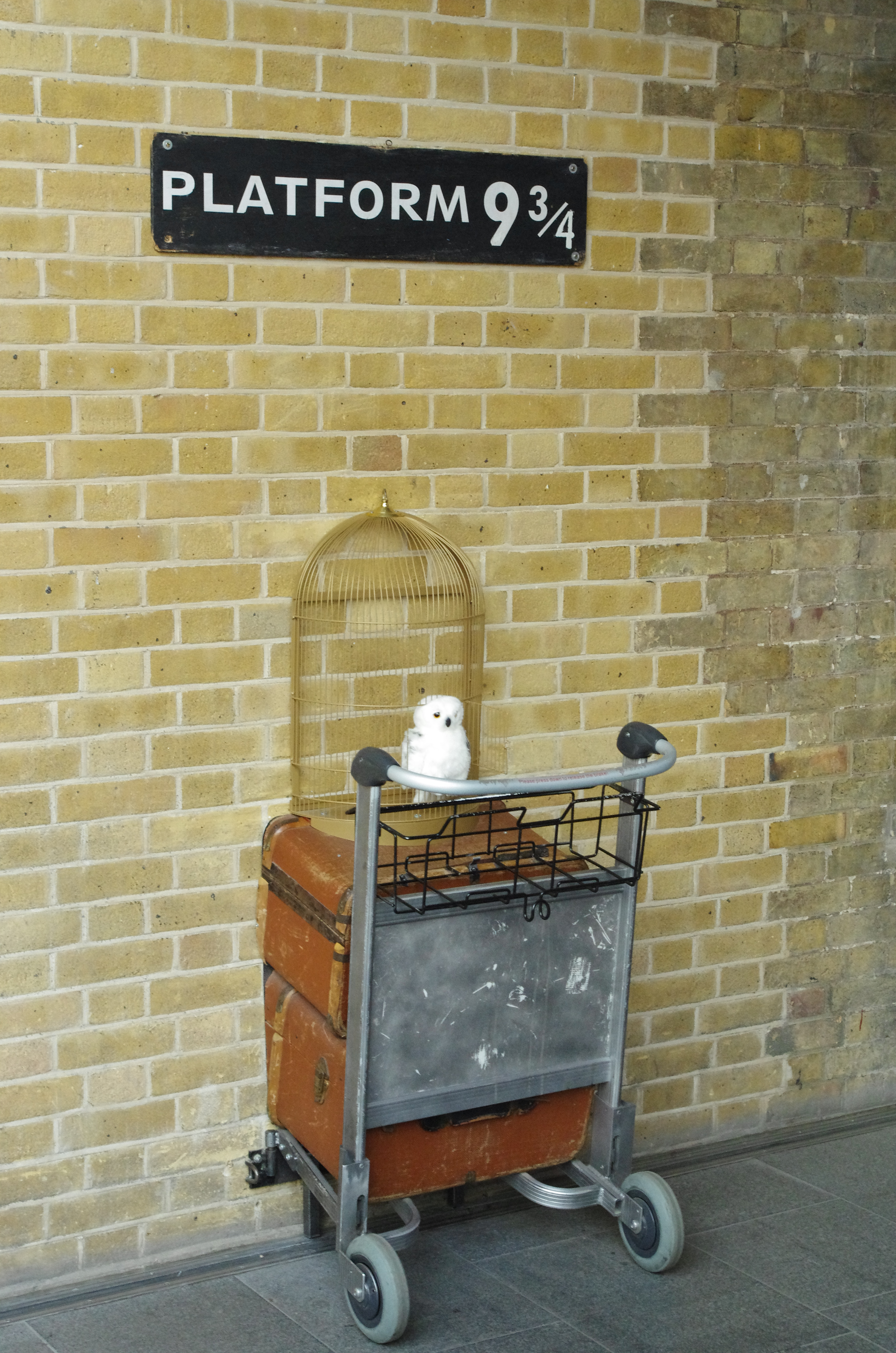
Роулинг ехала на поезде в Кингс-Кросс, когда у неё появилась идея о Гарри Поттере. Станция стала популярным местом среди туристов после того, как Роулинг использовала станцию в качестве ворот в волшебный мир

Приехав домой, Роулинг немедленно начала писать. В декабре того же года после десяти лет рассеянного склероза умерла мать Роулинг. Джоан вспоминала: «Я писала Гарри Поттера, когда моя мать умерла. Я никогда не рассказывала ей о Гарри Поттере». По словам Роулинг, эта смерть сильно повлияла на её роман, и она более подробно описала потерю родителей Гарри в первой книге, потому что знала это чувство.

### Брак и развод
Увидев объявление в The Guardian, Роулинг переехала в Порту (Португалия) преподавать там английский язык. Она преподавала по вечерам, а днём писала, слушая скрипичный концерт Чайковского. В Португалии Роулинг познакомилась в баре с тележурналистом Жоржи Арантишем (порт. Jorge Arantes). Они поженились 16 октября 1992 года, и у них 27 июля 1993 года родился ребёнок, Джессика Изабель Роулинг Арантиш (в честь Джессики Митфорд). Ранее у Роулинг случился выкидыш. Пара рассталась 17 ноября 1993 года, через 13 месяцев и один день после свадьбы. Биографы Роулинг высказывали предположение, что, находясь в браке, она страдала от домашнего насилия, но в полной мере это неизвестно. В интервью The Daily Express Арантиш рассказал, что после их последней ночи вместе он выгнал её из дома в пять утра и сильно ударил. Впоследствии она подтвердила, что подвергалась домашнему насилию в первом браке. В декабре 1993 года Роулинг с дочерью и тремя главами Гарри Поттера в чемодане переехала в Эдинбург (Шотландия), чтобы быть рядом с сестрой.
Через семь лет после окончания университета Роулинг считала себя «самой большой неудачницей, которую знала». Её брак распался, она была без работы и с ребёнком на руках. Однако позже она описывала свою неудачу как освобождение:
Неудача означала избавление от всего несущественного. Я перестала притворяться перед собой, что я была какой-то другой, нежели на самом деле, и стала направлять всю свою энергию на завершение единственной работы, которая что-то значила для меня. Если бы я действительно преуспела в чём-либо ещё, я бы никогда не смогла найти решимость добиться успеха в том, что было действительно моим. Я освободилась, потому что мой самый большой страх реализовался и я всё ещё была жива, у меня всё ещё была дочь, которую я обожала, у меня была старая пишущая машинка и большая идея. И так каменное дно стало прочным фундаментом, на котором я перестроила свою жизнь.

— Дж. К. Роулинг, «The fringe benefits of failure», 2008.

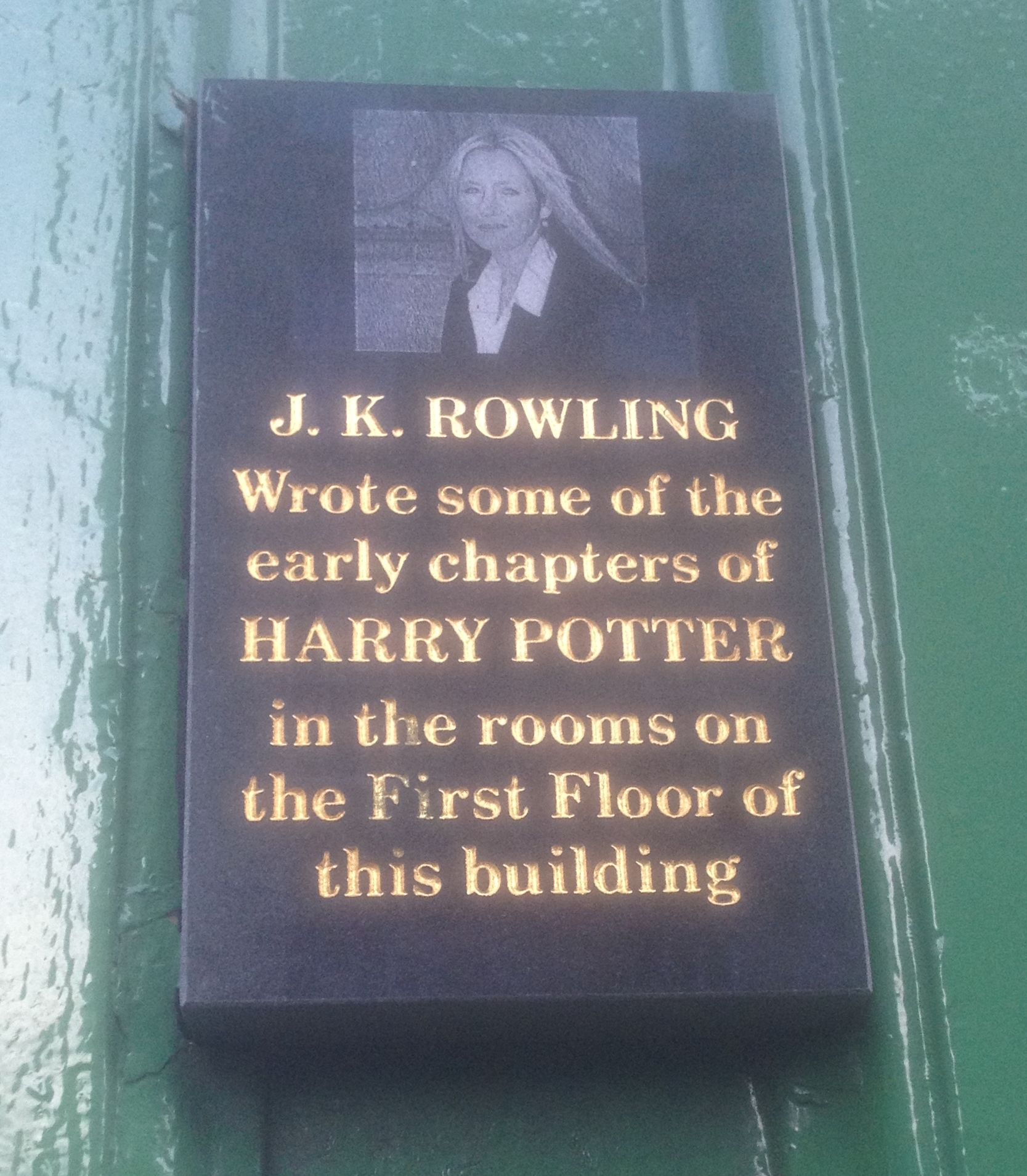
Памятная доска в кафе Nicolson’s на Николсон-стрит в Эдинбурге

В этот период Роулинг заболела клинической депрессией, у неё возникали мысли о суициде. Именно это её состояние привело к появлению в её третьей книге дементоров — существ, высасывающих душу. Роулинг начала получать социальное пособие. По её словам, она была «бедной, насколько это возможно в современной Великобритании, не будучи бездомной».
Роулинг находилась в «отчаянии» после того, как её муж прибыл на поиски её и своей дочери. Она получила ордер на защиту, и Арантиш вернулся в Португалию, тогда как Роулинг в августе 1994 года подала на развод. После завершения своего первого романа в августе 1995 года она поступила в педагогическую школу Эдинбургского университета, живя в это время на пособие. Она писала в многочисленных кафе, особенно в Nicolson’s и The Elephant House (последнее ранее принадлежало её зятю Роджеру Муру). В 2001 году в интервью «Би-би-си» Роулинг опровергла слухи, что она писала в местных кафе потому, что в её квартире не было отопления, отметив: «Я не настолько глупа, чтобы снимать неотапливаемую квартиру в Эдинбурге в середине зимы». Как она заявила в американской телепрограмме A&E Biography, одной из причин, почему она писала в кафе, было то, что её дочь лучше всего засыпала на прогулке.

### Гарри Поттер

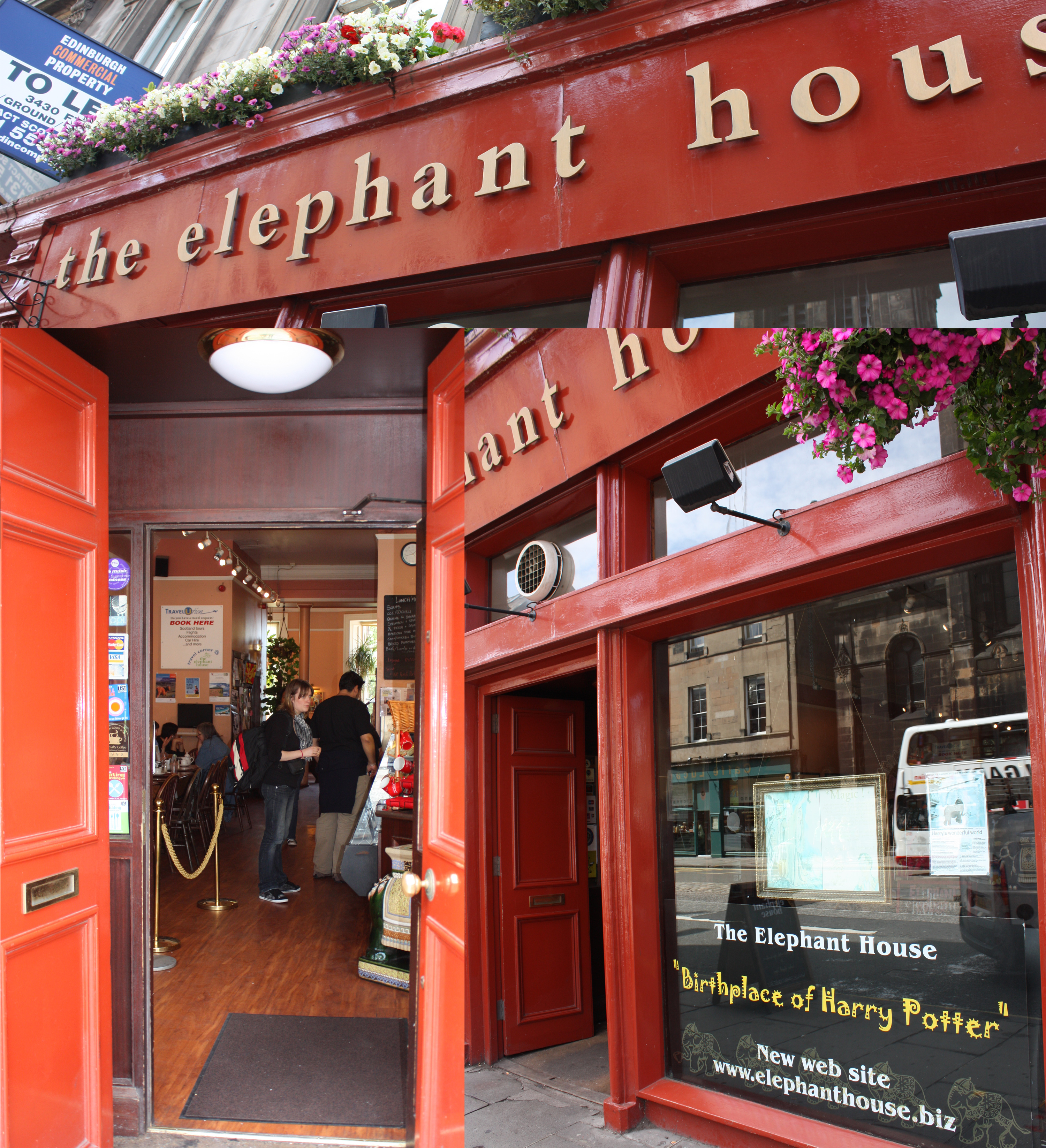
The Elephant House — кафе в Эдинбурге, в котором Роулинг писала первый роман о Гарри Поттере

В 1995 году Роулинг закончила свою рукопись романа «Гарри Поттер и философский камень», которую печатала на старой пишущей машинке. После восторженного отзыва Брайони Ивенса, читателя, которому было предложено оценить первые три главы книги, фулхэмская фирма литературных агентов Christopher Little Literary Agents согласилась представлять Роулинг во время поисков издателя. Книга была отправлена в двенадцать издательств, но все они отвергли рукопись. Год спустя она, наконец, получила зелёный свет (и 1500 фунтов аванса) от редактора Барри Каннингема из лондонского издательства Bloomsbury. Решением о публикации книги Роулинг, видимо, во многом обязана Алисе Ньютон, восьмилетней дочери председателя Bloomsbury, которой отец дал прочесть первую главу и которая сразу же потребовала продолжение. Каннингем говорил, что хотя Bloomsbury согласился опубликовать книгу, он советовал Роулинг найти дневную работу, так как у неё было мало шансов заработать на детских книгах. Вскоре после этого, в 1997 году, Роулинг получила грант в размере 8 тысяч фунтов от Scottish Arts Council на то, чтобы она продолжила писать.
В июне 1997 года Bloomsbury опубликовал «Философский камень» с начальным тиражом в 1000 экземпляров, 500 из которых были распространены среди библиотек. Сегодня эти первые экземпляры стоят от 16 до 25 тысяч фунтов. Пять месяцев спустя книга получила свою первую награду — Nestlé Smarties Book Prize. В феврале роман получил премию British Book Award как детская книга года, а позже — премию Children’s Book Award. В начале 1998 года в США был проведён аукцион за право на публикацию романа, который выиграло издательство Scholastic Inc. за 105 тысяч долларов. По словам Роулинг, она «чуть не умерла», когда узнала об этом. В октябре 1998 года Scholastic опубликовал в США «Философский камень» под названием «Гарри Поттер и волшебный камень», посчитав, что дети не захотят читать книгу со словом «философский» в названии. Позже Роулинг утверждала, что сожалеет об изменении названия и не согласилась бы на него, если бы была тогда в лучшем положении. Получив деньги от Scholastic, Роулинг переехала из своей квартиры в дом по адресу 19 Hazelbank Terrace в Эдинбурге.
Продолжение первого романа, «Гарри Поттер и Тайная комната», было опубликовано в июле 1998 года. За него Роулинг снова получила премию Smarties. В декабре 1999 года вышел третий роман, «Гарри Поттер и узник Азкабана», который тоже выиграл в премии Smarties, после чего Роулинг стала первым человеком, который получил эту награду три раза подряд. Позже она отозвала с конкурса четвёртый роман о Гарри Поттере, чтобы дать шанс другим книгам. В январе 2000 года «Узник Азкабана» выиграл премию Whitbread Awards как «детская книга года», хотя и проиграл в номинации «книга года» переводу «Беовульфа» Шеймуса Хини.
Четвёртая книга, «Гарри Поттер и Кубок огня», была выпущена одновременно в Великобритании и США 8 июля 2000 года и побила рекорды продаж в обеих странах. 372 775 экземпляров книги было продано в Великобритании в первый же день — почти столько же экземпляров предыдущего романа было продано в течение первого года. В США было продано три миллиона экземпляров книги в первые 48 часов, что побило все рекорды продаж. Роулинг призналась, что у неё был момент кризиса во время написания романа: «На полпути написания четвёртой книги я обнаружила в сюжете серьёзную ошибку… С этой книгой связаны некоторые из моих самых чёрных моментов… Одну главу я переписала 13 раз, хотя никто, кто прочитал её, не сможет заметить, какую именно, или понять, какую боль она мне доставила». Роулинг получила премию British Book Awards как автор года.
Между выпуском «Кубка огня» и пятого романа, «Гарри Поттер и Орден Феникса», прошло три года. Во время этого перерыва в прессе публиковались слухи, что у Роулинг начался творческий кризис, что она горячо отрицала. Позже Роулинг признавалась, что написание этой книги потребовало от неё больших усилий.
Шестая книга, «Гарри Поттер и Принц-полукровка», была выпущена 16 июля 2005 года. Она тоже побила все рекорды продаж, разойдясь в количестве девяти миллионов экземпляров за первые 24 часа. Перед выпуском книги в ответе на письмо от одного из поклонников Роулинг написала: «Шестая книга планировалась в течение многих лет, но, прежде чем я серьёзно начала писать, я два месяца пересматривала план, чтобы быть абсолютно уверенной в том, что я делаю». Она отметила на своём сайте, что первая глава шестой книги, в которой описывается разговор между министром магии и британским премьер-министром, сначала задумывалась как первая глава «Философского камня», затем «Тайной комнаты», затем «Узника Азкабана». В 2006 году «Принц-полукровка» получил премию British Book Awards в номинации «книга года».
Один из канадских магазинов, получивший тираж «Гарри Поттер и Принц-полукровка», по ошибке продал 14 экземпляров до официального дня выпуска. Издательство Raincoast добилось судебного постановления, запрещающего до официального дня читать книгу и обсуждать её содержание как самим покупателям, так и получившим информацию о её содержании, а также обязующего их всех вернуть книгу и сдать издательству все сделанные заметки и описания.
В конце декабря 2006 года было объявлено название седьмой и последней книги о Гарри Поттере — «Гарри Поттер и Дары Смерти». В феврале 2007 года стало известно, что Роулинг написала на бюсте в своём гостиничном номере в The Balmoral в Эдинбурге, что она закончила седьмую книгу в этой комнате 11 января 2007 года. Роман «Гарри Поттер и Дары смерти» был выпущен 21 июля 2007 года и побил рекорд своего предшественника как наиболее быстро продаваемая книга всех времён. В первый день в Великобритании и в США было продано 11 миллионов экземпляров. Последнюю главу книги Роулинг написала «где-то в 1990 году».
Когда она ещё работала над последней книгой, она снялась в документальном фильме «J K Rowling… A Year In The Life», который был показан в Великобритании на ITV 30 декабря 2007 года. В нём Роулинг посетила свою старую квартиру в Эдинбурге, где она закончила свою первую книгу о Гарри Поттере. Впервые вернувшись в эту квартиру, она растрогалась до слёз, сказав: «Именно здесь я действительно полностью повернула мою жизнь».
В интервью Опре Уинфри Роулинг отдала должное своей матери за успех серии книг, сказав: «Книги именно такие, какие они есть, потому что она умерла… потому что я любила её, и она умерла». В настоящее время Гарри Поттер — глобальный бренд, оцениваемый в 15 млрд долларов. Последние четыре книги о Гарри Поттере последовательно ставили рекорды как самые продаваемые книги в истории. Серия книг общим объёмом 4195 страниц была переведена, полностью или частично, на 65 языков. Также было признано, что книги о Гарри Поттере вызвали интерес к чтению среди молодежи в то время, когда дети, как считалось, отказались от книг в пользу компьютеров и телевидения.

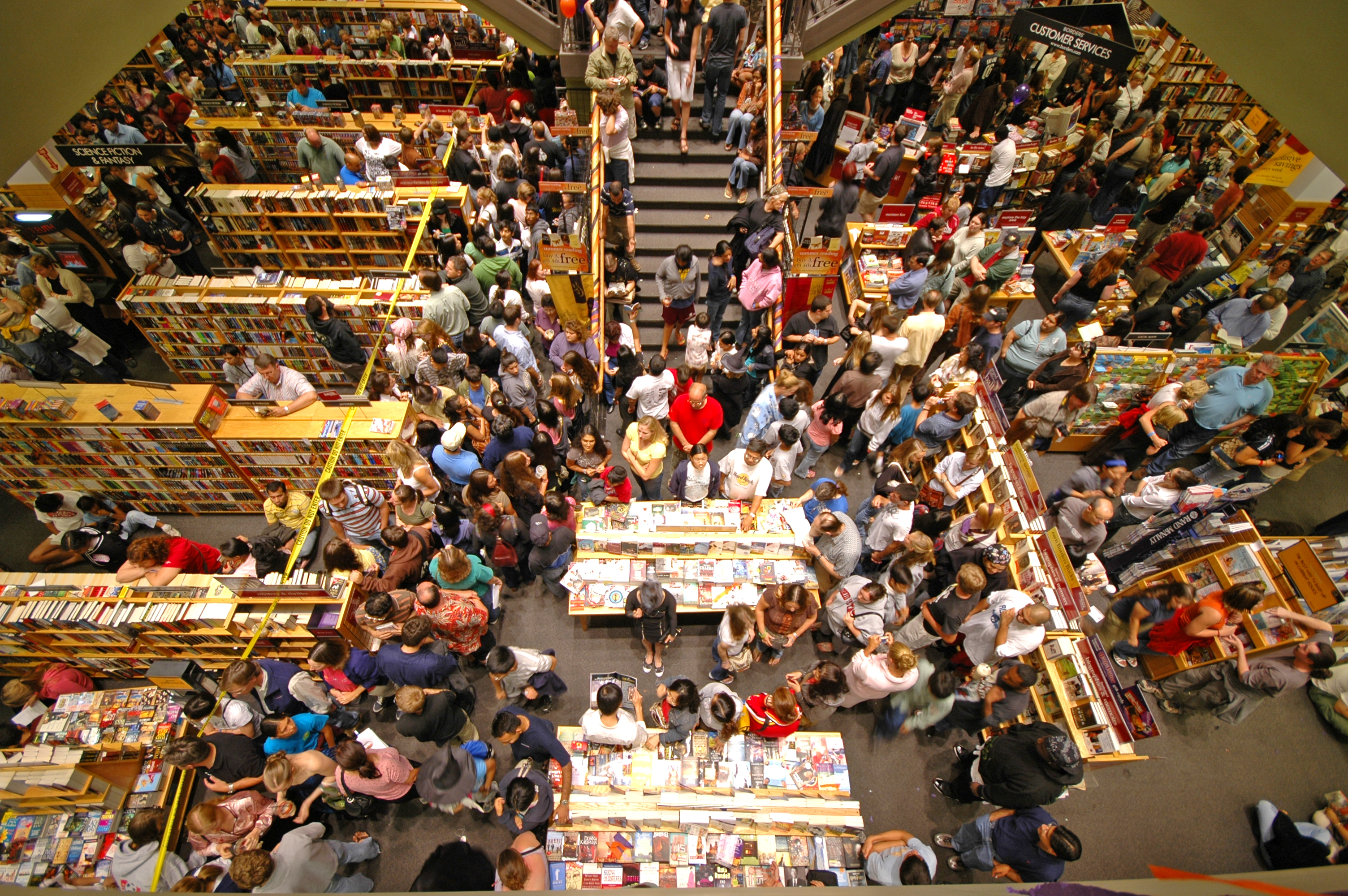
Очередь за книгой «Гарри Поттер и Дары смерти» в калифорнийском книжном магазине

В июне 2011 года Роулинг объявила, что все материалы, связанные с Гарри Поттером, будут собраны в новом веб-проекте Pottermore. На сайте проекта представлено 18 тысяч слов дополнительной информации о персонажах, местах и объектах вселенной Гарри Поттера. В апреле 2012 года после запуска сайта Роулинг подтвердила, что начала работу над энциклопедией о вселенной Гарри Поттера и пожертвует все гонорары на благотворительность. Позже она отметила, что ей нравится бесплатно делиться новой информацией о Поттере на Pottermore и она не планирует публиковать её в виде книги. В 2014 Роулинг опубликовала на сайте несколько фрагментов будущей книги «История Кубка мира по квиддичу». Первый вышел в марте, второй — в июле.
В 2016 году, спустя 9 лет после выхода седьмой книги, серия получила неожиданное продолжение в виде пьесы в двух частях «Гарри Поттер и Проклятое дитя», действие которой начинается сразу после эпилога «Даров Смерти». Пьеса была поставлена на Вест-Энде и была написана драматургом Джеком Торном, но при творческом участии Роулинг. Параллельно с премьерой в книжных магазинах появилась книга со сценарием, которая официально была признана восьмой частью серии. Пьеса получила очень положительные отзывы фанатов и критиков и впоследствии получила рекордные 9 премий Лоренса Оливье (при также рекордных 11 номинациях), в том числе за лучшую новую пьесу и за лучшего актёра.

### Фильмы о Гарри Поттере
В октябре 1998 года Warner Bros. приобрела права на экранизацию первых двух романов за семизначную сумму. Экранизация «Гарри Поттера и философского камня» была выпущена 16 ноября 2001 года, а «Гарри Поттера и тайной комнаты» — 15 ноября 2002 года. Оба фильма снял режиссёр Крис Коламбус. 4 июня 2004 года вышел фильм «Гарри Поттер и узник Азкабана» режиссёра Альфонсо Куарона. Четвёртый фильм, «Гарри Поттер и Кубок огня», был снят Майком Ньюэллом и выпущен 18 ноября 2005 года. Фильм «Гарри Поттер и Орден Феникса» был выпущен 11 июля 2007 года. Режиссёром был Дэвид Йейтс, а сценарий написал Майкл Гольденберг, сменивший Стива Кловиса. «Гарри Поттер и Принц-полукровка» был выпущен 15 июля 2009 года. Режиссёром снова был Дэвид Йейтс, а на должность сценариста вернулся Кловис. В марте 2008 года Warner Bros. объявила, что заключительная часть серии, «Гарри Поттер и Дары Смерти», будет снята в двух частях. Первая часть была выпущена в ноябре 2010 года, а вторая — в июле 2011-го. Обе части снял Йейтс.
Warner Bros. во многом учитывал пожелания и идеи Роулинг. Одним из её основных условий было то, что фильмы должны сниматься в Британии и с британскими актёрами. Пойдя на беспрецедентный шаг, Роулинг также поставила условие, чтобы Coca-Cola, победившая в конкурсе на спонсорскую поддержку серии фильмов, пожертвовала 18 млн долларов американской благотворительной организации Reading is Fundamental и на ряд других программ.
Сценарии для первых четырёх, шестого и седьмого фильма писал Стив Кловис; Роулинг работала вместе с ним, следя за тем, чтобы его сценарии не противоречили будущим книгам серии. Она говорила, что рассказывала ему о своих следующих книгах больше, чем кому-либо ещё (до их выпуска), но не всё. Она также сообщила Алану Рикману (Северус Снегг) и Робби Колтрейну (Хагрид) некоторые секреты об их персонажах, прежде чем они были раскрыты в книгах. Дэниел Рэдклифф (Гарри Поттер) спрашивал у неё, умрёт ли его персонаж в какой-то момент; Роулинг сказала, что у него будет сцена смерти, тем самым явно не ответив на вопрос. Режиссёром первого фильма мог быть Стивен Спилберг; в прессе неоднократно утверждалось, что Роулинг сыграла свою роль в том, что этого не случилось, но Роулинг отвечала, что у неё не было права голоса в выборе режиссёра и она бы не накладывала вето на Спилберга, если бы пришлось решать. Первым выбором Роулинг на роль режиссёра был член «Монти Пайтон» Терри Гиллиам, поскольку она поклонница его творчества, но Warner Bros. хотела более семейный фильм и выбрала Коламбуса.
Роулинг также получила творческий контроль над фильмами, она проверяла все сценарии и выступила в качестве одного из продюсеров последних двух частей. Вместе с продюсерами Дэвидом Хейманом и Дэвидом Барроном, режиссёрами Дэвидом Йейтсом, Майком Ньюэллом и Альфонсо Куароном в 2011 году Роулинг получила премию British Academy Film Awards в номинации «выдающийся британский вклад в киноискусство» за серию фильмов о Гарри Поттере.
В сентябре 2013 года компания Warner Bros. объявила о расширении творческого сотрудничества с Роулинг и начале работы над серией фильмов о Ньюте Саламандре, вымышленном авторе книги «Фантастические звери и места их обитания». Сценарий первого фильма был написан самой Роулинг и действие происходит примерно за 70 лет до событий основной серии.
В марте 2016 года Джоан Роулинг в своём аккаунте в Твиттере заявила, что её роман «Фантастические звери и места их обитания» будет экранизирован в трёх частях. Было объявлено, что первый фильм трилогии выйдет на большие экраны в ноябре 2016 года.
Фильм вышел под названием «Фантастические твари и где они обитают», премьера фильма состоялась в США 10 ноября 2016 года, в России — 17 ноября.
Кроме того, Роулинг отметила, что восьмая часть «Гарри Поттера» не будет экранизирована. «„Проклятое дитя“ — это спектакль, и в кино вы не сможете его увидеть», — сказала писательница.

### Успех
В 2004 году Forbes назвал Роулинг первым человеком, который стал долларовым миллиардером с помощью написания книг, а также второй богатейшей женщиной из сферы развлечений и 1062-й в списке самых богатых людей в мире. Роулинг опровергла подсчёты журнала, сказав, что у неё много денег, но она не миллиардер. В 2008 году Sunday Times Rich List назвал Роулинг 144-й в списке самых богатых людей в Великобритании. В 2012 году Forbes не включил Роулинг в свой рейтинг богатейших людей, заявив, что она утратила статус миллиардера из-за благотворительных пожертвований в размере более 160 млн долларов и высоких ставок налогов в Великобритании. В феврале 2013 года в программе Woman’s Hour на BBC Radio 4 Роулинг была названа 13-й по влиятельности женщиной в стране.
В 2001 году Роулинг приобрела усадебный дом XIX века, Killiechassie House, на берегу реки Тей в области Перт-энд-Кинросс (Шотландия). Роулинг также владеет георгианским домом в Кенсингтоне в западном Лондоне, стоящим 4,5 млн фунтов стерлингов и расположенным на улице с круглосуточной охраной.
В 2017 году Роулинг возглавила рейтинг Forbes европейских знаменитостей с самым большим доходом за последний год. Её заработок составил 95 млн долларов.

### Второй брак и семья
26 декабря 2001 года Роулинг вышла замуж за анестезиолога Нила Майкла Мюррея (родился 30 июня 1971 года). Закрытая церемония прошла в Killiechassie House в Шотландии. Это был второй брак и для Роулинг, и для Мюррея. 24 марта 2003 года у них родился сын, Дэвид Гордон Роулинг Мюррей. Вскоре после того, как Роулинг начала писать «Гарри Поттера и Принца-полукровку», она взяла перерыв, чтобы заниматься ребёнком. Младшая дочь Роулинг, Маккензи Джин Роулинг Мюррей, которой она посвятила «Принца-полукровку», родилась 23 января 2005 года. Семья живёт в Эдинбурге рядом с писателями Иэном Рэнкином, Александром Макколлом Смитом и Кейт Аткинсон.

### «Случайная вакансия»
В июле 2011 года Роулинг рассталась со своим литературным агентом Кристофером Литтлом и перешла в новое агентство, основанное одним из его сотрудников, Нилом Блэром, отметив, что это было сложное решение. 23 февраля 2012 года новое агентство Роулинг, Blair Partnership, объявило на своём сайте, что Роулинг собирается опубликовать новую книгу, ориентированную на взрослых. В пресс-релизе Роулинг отметила различия между её новым проектом и серией о Поттере, сказав: «Хотя написание серии о Гарри Поттере доставляло мне такое же удовольствие, мой следующий роман будет очень отличаться от неё». 12 апреля 2012 года Little, Brown and Company объявила, что книга будет названа «Случайная вакансия» и будет выпущена 27 сентября 2012 года. Роулинг дала несколько интервью и выступлений в поддержку книги, в том числе появившись в лондонском Southbank Centre, на фестивале литературы в Челтнеме, в шоу Чарли Роуза и на книжном фестивале Lennoxlove. За первые три недели после выхода «Случайная вакансия» была продана в количестве более миллиона экземпляров по всему миру.
3 декабря 2012 года было объявлено, что «Би-би-си» экранизирует «Случайную вакансию» в виде сериала для BBC One. Продюсером выступит агент Роулинг, Нил Блэр, а Рик Сенат будет исполнительным продюсером. Роулинг также активно вовлечена в процесс адаптации.

### Корморан Страйк
В течение ряда лет Роулинг часто говорила о написании криминального романа. В 2007 году на книжном фестивале в Эдинбурге автор Иэн Рэнкин заявил, что его жена заметила, как Роулинг «строчит» в кафе детектив. Позже Рэнкин сказал, что это шутка, но слух продолжил существование, и в 2012 году The Guardian предположил, что следующей книгой Роулинг будет криминальный роман. В интервью со Стивеном Фраем в 2005 году Роулинг говорила, что хотела бы писать последующие книги под псевдонимом, но ещё в 2003 году признавала, что пресса «узнала бы об этом в считанные секунды». В интервью The New Yorker в 2012 году Роулинг заявила, что работает над новым романом для взрослых и что, хотя она написала только «пару глав», сюжет «довольно хорошо построен».
В апреле 2013 года Little Brown опубликовал «Зов кукушки», дебютный роман автора Роберта Гэлбрейта, которого издатель описал как «бывший штатский следователь военной полиции, который в 2003 году ушёл на работу в сферу гражданской безопасности». Детективный роман, в котором частный сыщик Корморан Страйк распутывает предполагаемое самоубийство супермодели, был продан в количестве 1500 экземпляров в твёрдом переплёте и получил положительные отзывы от других авторов детективов и критиков. Publisher’s Weekly назвал книгу «звёздным дебютом», а Library Journal — «дебютом месяца».
Индия Найт, писательница и обозреватель газеты The Sunday Times, 9 июля написала в Твиттере, что читала «Зов кукушки» и подумала, что роман слишком хорош, чтобы быть дебютным. Она получила ответ от некой Джуд Каллегари, написавшей, что автором является Роулинг. Найт сообщила об этом редактору Sunday Times Ричарду Бруксу, который начал собственное расследование. Обнаружив, что у Роулинг и Гэлбрейта был один и тот же агент и редактор, он отправил книги на лингвистический анализ, который нашёл сходство. Затем Брукс связался с агентом Роулинг, который подтвердил, что Гэлбрейт — это псевдоним Роулинг. Через несколько дней продажи книги выросли на 4000 процентов, а Little Brown напечатал дополнительные 140 тысяч новых экземпляров для удовлетворения растущего спроса.
Роулинг заявила, что ей доставила удовольствие возможность опубликовать книгу без необходимости оправдывать ожидания читателей и получить объективные отзывы, а также подтвердила, что намерена продолжать писать серию и будет делать это под псевдонимом.
Вскоре после раскрытия Брукс сделал предположение, что под именем Джуд Каллегари скрывалась сама Роулинг и вся история была рекламным трюком. Некоторые также отметили, что писатели, которые хвалили книгу после выпуска, такие как Алекс Брэй или Вэл Макдермид, принадлежат к кругу знакомых Роулинг; оба, однако, заявили, что не знали об авторстве Роулинг. Позже раскрылось, что Джуд Каллегари — это лучшая подруга жены Криса Госсажа, партнёра юридической фирмы Russells Solicitors, услугами которой пользовалась Роулинг. Роулинг выпустила заявление: «Сказать, что я разочарована, было бы преуменьшением. Я предполагала, что могу ожидать полной конфиденциальности от Russells, авторитетной профессиональной фирмы, и я очень недовольна тем, что моё доверие оказалась безосновательным»; Russells принесли извинения за утечку, подтвердив, что это был не рекламный трюк. Роулинг приняла пожертвование от Russells, включившее в себя возмещение её судебных издержек и перевод на счёт фонда Soldiers’ Charity. В ноябре 2013 года Управление по регулированию деятельности адвокатов сделало письменный выговор Госсажу и наложило на него штраф 1000 фунтов за нарушение правил конфиденциальности.
После того, как авторство «Зова кукушки» стало достоянием общественности, Роулинг написала на своём сайте: «Я только что закончила сиквел, и мы ожидаем, что он будет опубликован в следующем году». Второй роман о Корморане Страйке, под названием «Шелкопряд» был выпущен в июне 2014 года, в нём Страйк расследует исчезновение писателя, ненавидимого многими из его старых друзей за оскорбление их в его новом романе.
22 октября 2015 года вышла третья книга, получившая название «На службе зла».
В 2016 году было объявлено, что первые три книги будут экранизированы в виде телесериала «Страйк», премьера которого состоялась 27 августа 2017 года. Роль Страйка сыграл актёр Том Бёрк, а его напарницу Робин Эллакотт — Холлидей Грейнджер. Экранизация последующих книг также будет осуществлена.
В марте 2017 года Роулинг объявила, что работает над четвёртой книгой, которая называется «Смертельная белизна». Роман был выпущен 18 сентября 2018 года и вновь стал бестселлером. 15 сентября 2020 года вышла пятая книга, «Дурная кровь».
30 августа 2022 года была опубликована шестая книга серии, она получила название «The Ink Black Heart» («Чернильно-чёрное сердце»). Жертвой в романе предстала блогер, обвинённая в трансфобии и расизме, и СМИ соотносят эту историю с событиями в жизни самой Роулинг. 26 сентября 2023 года вышел новый роман о Корморане Страйке — «Бегущая могила», сюжет которого сосредоточен на расследовании религиозного культа.

### «Икабог»
В июне 2017 стало известно, что Роулинг начала работу над новым романом — сказкой с политическими мотивами. На праздник в честь своего 50-летия Роулинг надела платье, на котором она написала часть новой работы.
26 мая 2020 года на специальном сайте началась публикация новой книги Роулинг для детей «Икабог» (до 10 июля ежедневно выкладывается по одной главе). Одновременно начался детский конкурс иллюстраций, лучшие из которых будут опубликованы в будущем бумажном издании книги. Русский перевод выкладывается на том же сайте в своём языковом разделе.

### «Рождественский поросёнок»
В апреле 2021 года появилась информация о романе для детей «Рождественский поросёнок». Он увидел свет 12 октября 2021 года.

## Взгляды

### Трансгендерность
В декабре 2019 года Роулинг опубликовала в своём Твиттере пост в поддержку Маи Форстейтер — бывшей сотрудницы аналитического центра Center for Global Development, у которой не продлили контракт из-за комментариев о трансгендерных людях. Суд решил, что утверждения Форстейтер о трансгендерных людях и совершенный ей мисгендеринг создавали «устрашающую, враждебную, унижающую или оскорбительную среду» и право их выражать не защищено законом. Форстейтер подала апелляцию.
6 июня 2020 года Роулинг раскритиковала в Твиттере фразу «менструирующие люди» (англ. people who menstruate) и заявила, что «если пол не является реальным, то существующая реальность женщин в глобальном масштабе стирается. Я знаю и люблю транс-людей, однако отказ от понятия „пол“ лишает многих возможности осмысленно обсуждать свою жизнь». Термин «менструирующие люди» используется в английском языке и включает в себя не только женщин, но и транс-мужчин и небинарных людей.
Твиты Роулинг были раскритикованы ГЛААД как «жестокие» и «антитрансгендерные». Некоторые актёры, снимавшиеся в серии фильмов о Гарри Поттере, раскритиковали взгляды Роулинг или высказались в поддержку прав трансгендерных людей, в том числе Дэниел Рэдклифф, Эмма Уотсон, Руперт Гринт, Бонни Райт и Кэти Льюнг; то же самое сделали Эдди Редмэйн, сыгравший главную роль в серии фильмов «Фантастические твари», и фансайты MuggleNet и The Leaky Cauldron. Кроме того, Роулинг была неоднократно названа «транс-эксклюзивной радикальной феминисткой», хотя она не согласна с такой характеризацией.
10 июня 2020 года Роулинг опубликовала на личном сайте эссе размером 3600 слов с ответами на критику. Она заявила, что пережила домашнее и сексуальное насилие и что она опасается проникновения мужчин в женские пространства. Она также высказала утверждение, что большинство женщин считает термин «менструирующие люди» унизительным. Также она высказалась в защиту «гендерно-критичного» феминизма, заявив, что никто из гендерно-критичных феминисток, с которыми она общалась, не испытывает ненависти к транс-людям.
На фоне скандала о своих высказываниях Роулинг в июле 2020 года вместе со 150 другими известными западными интеллектуалами подписала открытое письмо в защиту свободы слова.
В августе 2020 года Роулинг вернула премию Роберта Кеннеди за достижения в области прав человека после того, как Кэрри Кеннеди, президент организации, вручающей эту премию, раскритиковала твиты Роулинг как «вызывающие глубокое беспокойство и трансфобные».
Трансгендерная исследовательница Джина Гвенффреви подвергла освещение конфликта между трансгендерным сообществом и Роулинг в британских СМИ критике. По её мнению, журналисты акцентировали внимание на резкой реакции трансгендерного сообщества на слова Роулинг, умалчивая при этом о фактах, которые подтверждают её трансфобию. Так, журналисты умалчивали о ненавистнических высказываниях «гендерно-критичных» феминисток, поддержанных Роулинг в её эссе. Поддерживаемая Роулинг Магдален Бёрнс называла транс-женщин «блэкфейс-актёрами», а также говорила, что гендерная идентичность транс-женщин основана на желании получить сексуальное удовольствие от обращения, как с женщиной. Гвенффреви полагает, что при освещении данного конфликта в британской прессе главенствовал нарратив о том, что транс-люди представляют угрозу.

### Ответ Путину
Роулинг публично возразила Владимиру Путину по поводу утверждения последнего о «культуре отмены». Роулинг осудила российское вторжение на Украину, в ходе которого Россия уничтожает гражданское население. В своём посте, к которому Роулинг прикрепила фотографию Алексея Навального, она написала следующее:

Критиковать «культуру отмены» на Западе не должны те, кто прямо сейчас уничтожает гражданское население, сопротивляющееся вторжению, или те, кто сажает в тюрьму и травит ядом своих критиков.
Оригинальный текст (англ.)Critiques of Western cancel culture are possibly not best made by those currently slaughtering civilians for the crime of resistance, or who jail and poison their critics.

### Асексуальность
В 2025 году Роулинг написала твит, приуроченный к Международному дню асексуалов, назвав его «днём фальшивого угнетения людей, которые хотят, чтобы совершенно незнакомые люди знали, что им не нравится секс». Активистка Ясмин Бенуа, являющаяся одним из инициаторов дня, подвергла данный твит критике, выразив сожаление, что многие узнали об этом дне именно из твита Роулинг.

## Благотворительность
В 2000 году Роулинг создала благотворительный фонд Volant Charitable Trust, который ставит целью борьбу с бедностью и социальным неравенством. Фонд финансирует организации, которые помогают детям, неполным семьям, а также занимаются исследованиями рассеянного склероза. Роулинг говорила: «Я думаю, что вы несёте моральную ответственность, когда вы получаете гораздо больше, чем вам нужно».
В марте 2022 года после вторжения России на Украину писательница сообщила, что отправит до одного миллиона фунтов стерлингов во благо украинских детей.

### Благополучие детей и борьба с бедностью
Роулинг, которая сама была матерью-одиночкой, возглавляет благотворительный фонд Gingerbread (ранее известный как One Parent Families), до этого будучи первым послом организации с 2000 года. В сотрудничестве с Сарой Браун Роулинг написала книгу детских рассказов, чтобы собрать средства для One Parent Families.
В 2001 году британская организация по борьбе с бедностью «Разрядка смехом» попросила трёх самых продаваемых британских писателей — автора кулинарных книг и телеведущую Делию Смит, создателя «Бриджет Джонс» Хелен Филдинг и Роулинг — написать небольшие произведения, связанные с самыми известными их книгами. Роулинг написала две работы: «Фантастические звери и места их обитания» и «Квиддич с древности до наших дней», которые представляют собой якобы факсимиле книг из библиотеки Хогвартса. После поступления в продажу в марте 2001 года книги принесли фонду 15,7 млн фунтов стерлингов. 10,8 млн фунтов из них, которые они собрали за пределами Великобритании, были направлены на создание фонда International Fund for Children and Young People in Crisis. В 2002 году Роулинг написала предисловие к антологии фантастики Magic, опубликованной Bloomsbury Publishing для сбора денег для Национального совета по семьям с одним родителем.
В 2005 году Роулинг и депутат Европарламента Эмма Николсон основали Children’s High Level Group (в настоящее время — Lumos). В январе 2006 года Роулинг отправилась в Бухарест, чтобы привлечь внимание к использованию кроватей-клеток в психиатрических учреждениях для детей. В целях дальнейшей поддержки CHLG Роулинг в декабре 2007 года продала с аукциона один из семи рукописных и иллюстрированных экземпляров «Сказок барда Бидля» — серии сказок, упомянутых в «Гарри Поттере и Дарах Смерти». Книга была приобретена за 1,95 млн фунтов стерлингов онлайн-ретейлером Amazon.com, став самой дорогой современной книгой, когда-либо проданной на аукционе. Роулинг раздала оставшиеся шесть экземпляров тем, кто был тесно связан с серией книг о Гарри Поттере. В 2008 году Роулинг согласилась издать книгу, чтобы направить вырученные средства на Lumos. В ноябре 2013 года Роулинг передала организации все доходы от продаж «Сказок барда Бидля», составившие около 19 миллионов фунтов стерлингов.
В июле 2012 года Роулинг приняла участие в церемонии открытия летних Олимпийских игр в Лондоне, где она прочла несколько строк из «Питера Пэна» Дж. М. Барри, как посвящение детской больнице Great Ormond Street Hospital. Её чтение сопровождалось появлением надувного Волан-де-Морта и других детских литературных персонажей.

### Рассеянный склероз
Роулинг финансово поддерживала исследования и лечение рассеянного склероза, от которого страдала её мать до своей смерти в 1990 году. В 2006 году Роулинг пожертвовала значительную сумму на создание нового Центра регенеративной медицины в Эдинбургском университете, позже переименованного в Клинику регенеративной неврологии имени Энн Роулинг. В 2010 году она пожертвовала клинике ещё 10 млн фунтов стерлингов.
По неизвестным причинам Шотландия имеет самый высокий уровень заболеваемости рассеянным склерозом в мире. В 2003 году Роулинг приняла участие в кампании по созданию национального стандарта лечения для людей, страдающих этим заболеванием. В апреле 2009 года она объявила о прекращении поддержки Multiple Sclerosis Society Scotland, сославшись на неспособность разрешить конфликт между северным и южным отделениями организации.

### Прочая благотворительная деятельность
1 и 2 августа 2006 года Роулинг читала свои книги вместе со Стивеном Кингом и Джоном Ирвингом в Радио-сити-мьюзик-холле в Нью-Йорке. Прибыль от мероприятия была передана фонду Haven Foundation, благотворительной организации, которая помогает художникам и исполнителям, которые остались без страховки и не в состоянии работать, и медицинской организации «Врачи без границ». В мае 2007 года Роулинг передала пожертвование в размере больше 250 тысяч фунтов в фонд, созданный таблоидом News of the World для поиска британской девочки Мэдлин Макканн, которая исчезла в Португалии. Также Роулинг, наряду с Нельсоном Манделой, Альбертом Гором и Аланом Гринспеном, написала предисловие к сборнику речей Гордона Брауна, средства от продаж которого были направлены на Научно-исследовательскую лабораторию Дженнифер Браун.
В мае 2008 года книжный ретейлер Waterstones попросил Роулинг и 12 других писателей сочинить произвольное короткое произведение на одном листе A5 для последующей продажи на аукционе в помощь благотворительным организациям Dyslexia Action и English PEN. Роулинг написала 800 слов приквела к Гарри Поттеру об отце Гарри, Джеймсе Поттере, и крёстном отце, Сириусе Блэке, действие которого происходит за три года до рождения Гарри.

### Серия о Гарри Поттере
1. «Гарри Поттер и философский камень» (1997)
2. «Гарри Поттер и Тайная комната» (1998)
3. «Гарри Поттер и узник Азкабана» (1999)
4. «Гарри Поттер и Кубок огня» (2000)
5. «Гарри Поттер и Орден Феникса» (2003)
6. «Гарри Поттер и Принц-полукровка» (2005)
7. «Гарри Поттер и Дары Смерти» (2007)

#### Приложения к серии о Гарри Поттере
- «Фантастические звери и места их обитания» (2001)
- «Квиддич с древности до наших дней» (2001)
- «Гарри Поттер: предыстория» (2008)
- «Сказки барда Бидля» (2008)
- «Гарри Поттер и Проклятое дитя» (2016, только сюжет, совместно с Джоном Тиффани и Джеком Торном; сама пьеса написана Торном)
- «Хогвартс: Неполный и недостоверный путеводитель» (2016)
- «Короткие рассказы из Хогвартса о власти, политике и назойливых полтергейстах» (2016)
- «Короткие рассказы из Хогвартса о героизме, лишениях и опасных хобби» (2016)
- «Новый свет, Илверморни и другие школы магии»
- «История магии в Северной Америке»

#### Киносценарии
- «Фантастические твари и где они обитают» (2016)
- «Фантастические твари: Преступления Грин-де-Вальда» (2018)
- «Фантастические твари: Тайны Дамблдора» (2022, совместно со Стивом Кловисом)

### Сказки
- «Икабог» (2020)
- «Рождественский поросёнок» (2021)

### Книги для взрослых
- «Случайная вакансия» (2012)

### Серия о Корморане Страйке
Все романы этой серии опубликованы под псевдонимом Роберт Гэлбрейт.
- «Зов кукушки» (2013)
- «Шелкопряд» (2014)
- «На службе зла» (2015)[227]
- «Смертельная белизна» (2018)
- «Дурная кровь» (2020).
- «Чернильно-чёрное сердце» (2022)
- «Бегущая могила» (2023)

### Нон-фикшн

#### Книги
- Very Good Lives: The Fringe Benefits of Failure and Importance of Imagination (2016)
- A Love Letter to Europe: an Outpouring of Love and Sadness from our Writers, Thinkers and Artists (одна из авторов сборника, 2019)
- The Women Who Wouldn’t Wheesht (одна из авторов сборника, 2024)

#### Статьи
- Sussman, Peter Y., editor (2006, 26 July). The First It Girl: J.K. Rowling reviews Decca: the Letters of Jessica Mitford. The Daily Telegraph.
- Rowling, J.K. (2008, 5 June). «The Fringe Benefits of Failure, and the Importance of Imagination». Harvard Magazine.
- Rowling, J.K. (2009, 30 April). «Gordon Brown — The 2009 Time 100». Time Magazine.
- Rowling, J.K. (2010, 14 April). «The Single Mother’s Manifesto». The Times.
- Rowling, J.K. (2012, 30 November). «I feel duped and angry at David Cameron’s reaction to Leveson». The Guardian.
- Rowling, J. K. (2014, 17 December). Isn’t it time we left orphanages to fairytales? The Guardian.
- Rowling, J. K. (2024, 21 June). «Labour has dismissed women like me. I’ll struggle to vote for it». The Times.

#### Подкасты
- Rowling, J. K. (guest editor) (2014, 28 April). «Woman’s Hour Takeover». Woman's Hour, BBC Radio 4.[229]

#### Предисловия и введения
- McNeil, Gil and Brown, Sarah, editors (2002). Предисловие к антологии Magic. Bloomsbury.
- Brown, Gordon (2006). Введение к «Ending Child Poverty» в Moving Britain Forward. Selected Speeches 1997—2006. Bloomsbury.
- Anelli, Melissa (2008). Предисловие к Harry, A History: The True Story of a Boy Wizard, His Fans, and Life Inside the Harry Potter Phenomenon. Pocket Books.

## Джоан Роулинг в кино
В 2011 году режиссёр Пол А. Кауфман снял фильм «Магия слов» (Magic Beyond Words) о Джоан Роулинг в исполнении Поппи Монтгомери. Роулинг предлагали роль Лили Поттер в фильмах о Гарри Поттере, но она отказалась.

## Фильмография
| Год       | Название                                          | Продюсер       | Сценарист | Актриса озвучки | Примечания                                                |
| --------- | ------------------------------------------------- | -------------- | --------- | --------------- | --------------------------------------------------------- |
| 2003      | Симпсоны                                          |                |           | Да              | Мультсериал, голосовое камео в эпизоде: «Монолог Реджины» |
| 2010      | Гарри Поттер и Дары Смерти. Часть 1               | Да             |           |                 |                                                           |
| 2011      | Гарри Поттер и Дары Смерти. Часть 2               | Да             |           |                 |                                                           |
| 2015      | Случайная вакансия                                | Исполнительный |           |                 | Мини-сериал, 3 эпизода                                    |
| 2016      | Фантастические твари и где они обитают            | Да             | Да        |                 |                                                           |
| 2017-н.в. | Страйк                                            | Исполнительный |           |                 | Сериал, 19 эпизодов                                       |
| 2018      | Фантастические твари: Преступления Грин-де-Вальда | Да             | Да        |                 |                                                           |
| 2022      | Фантастические твари: Тайны Дамблдора             | Да             | Да        |                 |                                                           |
| 2027      | Гарри Поттер                                      | Исполнительный |           |                 | Будущий сериал                                            |

## Награды
Британские
- Офицер ордена Британской империи (16 июня 2000) — «за заслуги в детской литературе»[229].
- Компаньон ордена Кавалеров Почёта (16 июня 2017) — «за заслуги в литературе и филантропии»[230].

Иностранные
- Кавалер Ордена Почётного легиона (3 февраля 2009, Франция)[231][232].
- Кавалер Ордена Улыбки (28 октября 2002, Польша)[233][234].